# Код Адама
Код Адама — программа безопасности в рамках пропажи детей в США и Канаде, изначально созданная розничными магазинами Walmart в 1994 году. Считается, что программа была названа в память об Адаме Уолше — шестилетнем сыне Джона Уолша (ведущего шоу Fox «Самые разыскиваемые в Америке»).
Адам был похищен из универмага Sears в Голливуде, штат Флорида, в 1981 году. Мать и бабушка Адама, а также сотрудники магазина обыскивали здание, и каждые 10-15 минут по громкой связи объявляли о пропаже мальчика. После примерно 90 минут безрезультатных поисков на место были вызваны правоохранительные органы. Шестнадцать дней спустя была найдена отрубленная голова Адама. Его тело так и не было найдено.
На сегодняшний день многие универмаги, розничные магазины, торговые центры, супермаркеты, парки развлечений, больницы и музеи участвуют в программе «Код Адама». Согласно законодательству, принятому Конгрессом в 2003 году, в настоящее время все федеральные административные здания и гарнизонные магазины на военных базах обязаны принять «Код Адама». Walmart вместе с Национальным центром пропавших без вести и эксплуатируемых детей (НЦПЭД) и департаментами генеральных прокуроров нескольких штатов предложили помощь в проведении обучающих семинаров в помощи реализации программы в других компаниях.

## Процесс
Компании, которые принимают эту программу, обычно помещают наклейку Код Адама у входа в свою организацию. Сотрудники таких организаций проходят учения по этой программе, тренируясь предпринимать шесть предписанных шагов в ситуациях с пропажей детей в соответствии с Национальным центром по делам пропавших без вести и эксплуатируемых детей.
1. При сообщении о пропаже ребёнка, составляется подробное описание ребёнка и его одежды. В частности, какой цвет и тип обуви на ребёнке, так как в универмагах и других магазинах, продающих одежду, довольно легко сменить детскую одежду, но гораздо труднее найти другую обувь. Также весь внешний доступ к зданию заблокирован и охраняется, желающим войти в здание — отказывается. Имя ребёнка не запрашивается и игнорируется в случае, если оно указано.
2. Сотрудник идет к ближайшему внутреннему телефону здания и набирает код Адама, передавая физические данные и описание одежды ребёнка. Пока одни сотрудники следят за главным входом, другие сотрудники начинают поиски ребёнка.
3. Если ребёнка не обнаруживают в течение 10 минут, вызываются правоохранительные органы.
4. Если ребёнок найден невредимым, и оказалось, что он просто потерялся, его передают искавшим его членам семьи.
5. Если ребёнка обнаружат в сопровождении кого-либо, кто не является его родителями или законным опекуном, будут предприняты разумные усилия для удерживания его в здании, не подвергая опасности ребёнка, персонал или посетителей. Правоохранительные органы будут уведомлены, и будут предоставлены подробные сведения о человеке, сопровождавшем ребёнка.
6. Код Адама будет отменен после того, как ребёнок будет найден или после прибытия правоохранительных органов.[5]